# 广惠寺遗址
广惠寺遗址，位于中华人民共和国青海省大通回族土族自治县东峡镇衙门庄村，为青海省市县级文物保护单位，公布日期为1997年11月12日，类型为古遗址。
广惠寺遗址的历史年代为清。